# Ґаосен чжуань
«Ґаосен чжуань» (кит. трад. 高僧傳, спр. 高僧传, піньїнь: Gāosēng Zhuàn, «Життєписи гідних ченців» або «Життєписи Високих наставників») — пам'ятка буддійської історичної літератури, важливе джерело з історії раннього китайського буддизму в тринадцяти частинах, створений наприкінці V - початку VI ст. Упорядник - Хуейцзяо (кит.: 慧皎, 497-554) 

## Структура
У збірці міститься близько 500 біографій, розподілених між 10 розділами: 
1. «Перекладачі» («Ши цзинь»), цзюані 1-3
2. «Тлумачі» («Ї цзяо»), цзюані 4-8
3. «Чудотворців» («Чань ї»), цзюані 9-10
4. «Досягли успіху в самоспогляданні» («Сі чань»), цзюань 11
5. «Знавці вінаї» («Мін люй»), цзюань 11
6. "Ті, хто приніс себе в жертву» («Ман шен»), цзюань 12
7. «Декламатор» («Тун цзин»), цзюань 12
8. «Твори добро» («Сін фу»), цзюань 13
9. «Наставники в сутрах» («Цзін ши»), цзюань 13
10. «Билин» («Чан дао»), цзюань 13

Також до збірки увійшли авторська передмова, послання першого критика «Ґаосен чжуань» Ван Маньїна автору, лист Хуейцзяо у відповідь і пам'ятна записка про останні роки його життя.

## Значення
У відношенні насиченості фактами та історичної достовірності «Ґаосен чжуань» не поступається зразкам офіційної китайської історіографії того часу. У збірнику виражене уявлення про єдність буддизму в Індії та Китаї (замість традиційного китайського протиставлення «Китай - варвари»), його загальності незалежно від поділу на школи. Від «Ґаосен чжуань» бере початок буддійська біографічна традиція в Китаї, а також у Кореї та Японії. 
Збірник «Ґаосен чжуань» був написаний при династії Південна Лян. Згодом, при династії Тан Даосюань склав «Сюй ґаосен чжуань» («Продовження життєписів гідних ченців») в 30 цзюаня, при династії Сун Цзаньнін склав «Сун ґаосен чжуань» («Життєписи гідних ченців епохи Сун») в 30 цзюані, при династії Мін Жусін склав «Дамін ґаосен чжуань» («Життєписи гідних ченців епохи Великої Мін ») в 8 цзюані. Разом ці чотири збірки відомі як «Си чао ґаосен чжуань» («Життєписи гідних ченців чотирьох династій»).